# Bitka pri Mediolanumu
Bitka pri Mediolanumu se je odvila leta 259 med Alemani in rimskimi legijami pod poveljstvom cesarja Galiena.

## Ozadje
Ko je oktobra 253 na oblast prišel rimski cesar Valerijan, je svojega sina Galiena povzdignil na položaj socesarja. Medtem ko se je Valerijan boril proti Sasanidskemu cesarstvu in Gotom, ki so do takrat že izplenili Trakijo in Malo Azijo, je Galien ostal v Italiji, kjer je bil zadolžen za obrambo meja rimskega cesarstva pred germanskimi plemeni ("barbari").
V zahodni polovici cesarstva so bile mejne razmere težke. Donavska meja se je nenehno soočala z napadi barbarov. Galien je z vojaškimi okrepitvami iz Galije odkorakal proti Dakiji in Meziji, da bi se soočil z barbarsko grožnjo. Razmere so bile tako nevarne, da so se leta 259 rimske legije Panonije in Mezije uprle in za cesarja razglasile Ingenuja. Galien je sčasoma ponovno Renske legije, za seboj pustil II. legijo Partika, da bi jo branila in se odpravil podjarmit barbare.

## Predhodne poteze
Znotraj meja reke Ren in Alp je germanska konfederacija Alemanov, ki je zasedla dober del Agri decumates (ozemlja med ustjem Rena in Donave), prečkala alpske prelaze in napadla rodovitno ravnino reke Pad. Plenjenje območja je v mestu Rim, prestolnici cesarstva, je vzbudilo strah, saj še ni postalo obzidano mesto. Rimski senat je naglo organiziral rezervno enoto plebsov za boj, da bi zagotovil, da bo manjšajoča se vojska sposobna zaščititi mesto. Galien je ravno premagal pretendenta Ingenuja, ko je prispela novica o invaziji Alamanov. Z legijami legija I Adiutrix, II Italica in |II Parthica je odkorakal barbarom naproti v Italiji. Do takrat so se po besedah bizantinskega zgodovinarja Joannesa Zonarasa Alemani umaknili pred nepričakovanim odporom rimskih državljanov in senata.

## Bitka
Ko je Galien prispel v dolino Pada, je našel Alemane v bližini Mediolanuma, današnjega Milana. Po besedah Zonarasa je v bitki, ki je sledila, padlo 300.000 Alemanov, cesar pa je prejel naziv Germanicus Maximus.

## Posledice
Uspeh Alamanov pri napadu na Rimsko cesarstvo je še enkrat razkril šibkost stoletne tradicije nameščanja rimskih legij blizu meja, ne da bi zagotovili ustrezno obrambo znotraj meja cesarstva. Bitka pri Mediolanumu je Rimljanom pokazala ranljivost Italije in vrednost hitrih, prilagodljivih vojaških enot. Kasneje je Galien uvedel veliko reformo z uvedbo zelo mobilne vojske, sestavljene predvsem iz konjenice (vexillationes). Glavne enote so bile pod nadzorom njegovega generala Aureolausa in so imele sedež v Mediolanumu, njihova naloga pa je bila zaščititi Italijo.
Napad barbarov je rimski senat spodbudil k poskusu ponovnega pridobivanja avtoritete z oboroževanjem in poveljevanjem lastnih vojaških sil, da bi se spopadel z germansko grožnjo. Ker pa se je cesar Galien zaradi tega izziva svoji moči počutil nelagodno, je zatrl vse vojaške poskuse senata. Strah, ki ga je povzročil vdor, je kasneje privedel do tega, da je cesar Avrelijan dal zgraditi zid za obrambo samega mesta Rima.